# Relaciones Cabo Verde-Venezuela
Las relaciones Cabo Verde-Venezuela se refieren a las relaciones internacionales que existen entre Cabo Verde y Venezuela.

## Historia
El 28 de diciembre de 2009 la Asamblea Nacional aprueba la "Ley Aprobatoria del Acuerdo de Cooperación Energética entre el Gobierno de la República Bolivariana de Venezuela y el Gobierno de la República de Cabo Verde" para desarrollar e identificar proyectos de exploración, producción y refinación de hidrocarburos. Proyectos en materia de electricidad y eficiencia energética. Promover la formación y capacitación de técnicos en materia de hidrocarburos y desarrollo de tecnologías.
El 13 de junio de 2020, el empresario colombiano Alex Saab, señalado por el Departamento de Justicia de Estados Unidos como un testaferro principal de Nicolás Maduro, fue detenido en Cabo Verde. Su arresto se produjo cuando viajaba en un avión privado de matrícula venezolana desde Caracas a Teherán que aterrizó para recargar combustible y cubría la ruta Irán-Rusia. Después de varias horas, el canciller venezolano Jorge Arreaza calificó la detención de "arbitraria" e "irregular". El gobierno declaró que Alex Saab era un agente del gobierno venezolano que realizaba gestiones para los Comité Local de Abastecimiento y Producción (CLAP).
Horas después de que el ejecutivo de Cabo Verde expulsara Fernando Gil Alves Évora, presidente de la estatal farmacéutica Emprofac, luego de que se participar en una reunión secreta en Caracas sobre Alex Saab, el gobierno de Cabo Verde respondió a las críticas rechazando que estuviera tomando partido, declarando que como miembro de Interpol cumplió con un mandato legal al tribunal que ordenó que se llevara a cabo el arresto.